# Sean Rooney
Michael Sean Rooney (ur. 13 listopada 1982 w Wheaton) – amerykański siatkarz, grający na pozycji przyjmującego. Swój olimpijski debiut miał podczas Letnich Igrzysk Olimpijskich 2008, na których zdobył złoty medal. 

## Sukcesy klubowe
Puchar KOVO:
- 2006

Mistrzostwo Korei Południowej:
- 2006, 2007

Mistrzostwo Rosji:
- 2009

## Sukcesy reprezentacyjne
Liga Światowa:
- 2008, 2014
- 2012
- 2007

Igrzyska Panamerykańskie:
- 2007

Letnia Uniwersjada:
- 2007

Puchar Ameryki:
- 2007

Igrzyska Olimpijskie:
- 2008

Mistrzostwa Ameryki Północnej, Środkowej i Karaibów:
- 2013
- 2009, 2011

## Nagrody indywidualne
- 2007: Najlepszy atakujący Igrzysk Panamerykańskich